# جاستینا ایسکژیسکا
جاستینا ایسکژیسکا (لهستانی: Justyna Iskrzycka؛ زادهٔ ۷ نوامبر ۱۹۹۷) قایقران کانو اهل لهستان است.
وی در مسابقات کشوری و بین‌المللی در مجموع برندهٔ ۲ مدال نقره، ۲ مدال برنز شده‌است.